# Mont Kasagata
Le mont Kasagata (笠形山, Kasagata-yama) est une montagne culminant à 939 m d'altitude dans les monts Chūgoku, à la limite des bourgs de Taka et Kamikawa dans la préfecture de Hyōgo au Japon. Cette montagne est un important centre du parc naturel préfectoral de Kasagatayama-Sengamine.
Le mont Kasagata est un exemple typique de bloc faillé dans cette région. Le nom vient du fait que la montagne a la forme d'un parapluie (kasa en japonais).